# Lichtung (Gedicht)

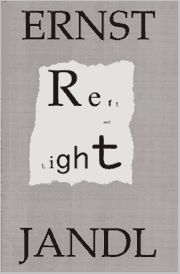
Titelseite der englischen Buchausgabe Reft and Light (2000)

lichtung ist ein Gedicht des österreichischen Lyrikers Ernst Jandl, in dem die Fragestellung, ob man die Richtungen links und rechts verwechseln könne, mit einer Vertauschung der Buchstaben l und r kombiniert wird. Es wurde 1966 in Jandls erstem Gedichtband der experimentellen Lyrik Laut und Luise veröffentlicht und gehört zu Jandls bekanntesten und häufig zitierten Gedichten.

## Inhalt und Form
Das Gedicht besteht lediglich aus einer Strophe. Alle Wörter stehen in Kleinschreibung, als Satzzeichen sind nur ein Punkt und ein abschließendes Ausrufezeichen vorhanden. Während berichtet wird, dass manche die Verwechslung von links und rechts für ausgeschlossen hielten, sind in allen Wörtern die Buchstaben l und r vertauscht.
So wird aus den Richtungen:
„lechts und rinks“.
Die Verwechslung wird zu:
„kann man nicht

velwechsern.“
Das Fazit des Gedichts lautet:
„werch ein illtum!“

## Interpretation

### Deutung
Volker Hage bietet drei mögliche Deutungen an. Als Richtungsangaben des politischen Spektrums könne eine Verwechslung von links und rechts einerseits als eine Annäherung der Volksparteien in einer großen Koalition mit dem daraus folgenden Profilverlust beider Seiten verstanden werden. Andererseits lasse sie sich als Austauschbarkeit der Folgen politischen Extremismus oder totalitärer Regime von links wie rechts interpretieren. Schließlich sei aber auch die ganz unpolitische Deutung eines Menschen mit Rechts-Links-Schwäche möglich, der im Alltag immer wieder die beiden Richtungen durcheinanderbringe. Das Gedicht sei offen für jede dieser Auslegungen, es habe keine feste Botschaft.
Hans Helmut Hiebel sieht in lichtung ein politisches Gedicht über die Austauschbarkeit scheinbar oppositioneller Richtungen und die Angreifbarkeit dogmatischer Positionen. Allerdings weist er insbesondere auf die Vermischung von auktorialer und personaler Erzählsituation hin. Obwohl der Sprecher des Gedichts kritisch die bornierte Haltung der „manchen“ entlarven wolle, die rechts und links für unverwechselbar hielten, sei seine eigene Rede von Versprechern durchsetzt. Diese ließen sich weitgehend als Zitate der „manchen“ verstehen, mit denen er deren Freudschen Fehlleistungen aufdecke. Doch indem er am Ende selbst ausrufe „werch ein illtum!“ übernehme er die Fehlleistungen der anderen. Genau diese Unterlaufung der logischen Pointe lasse das Gedicht in die Absurdität umschlagen. Obwohl die einzelnen Elemente sinnvoll seien, werde das gesamte Gedicht zum Nonsens. Am Ende des Gedichts lasse sich nun auch der Titel umdeuten. Nicht eine Lichtung war gemeint, sondern die durch einen Versprecher verdrehte Richtung. Das Gedicht führe am Ende nicht in die Helle, sondern in ein verworrenes Dunkel, eine Vermischung der Perspektiven, der klugen und dümmlichen Rede.
Dagegen macht Franz Schuh im Titel auch einen Anklang an die Dichtung aus, die durch ihre eigene Verwechslung Licht in eine Sache bringe, nämlich „dass, gleichgültig, was ‚manche meinen‘, rechts und links jederzeit zur Verwechslung anstehen.“
Aufgeworfen wurde auch die Frage, ob Jandl auf den Begriff der Lichtung bei dem Philosophen Martin Heidegger anspielen wollte. Lichtung ist ein in der Philosophie bekanntes Wort als ein zentraler Begriff Heideggers. Der Begriff sollte die Anwesenheit der Wahrheit des Seins anzeigen, aber auch die Dunkelheit, die durch eine Lichtung gebrochen wird. Darin, dass das Kunstwerk bei Heidegger, weil es die Wahrheit des Seienden ins Werk setze, mit der Lichtung assoziiert wird, könnte auf diese Weise eine Pointe Jandls Gedichts liegen: Gelegentlich lichten sich Wälder nur zum Schein.

### Konkrete Poesie
Für Hage weist Jandls Gedicht lichtung drei typische Kennzeichen konkreter Poesie auf: auf die Irritation folge die Erkenntnis und anschließend die Erheiterung. Obwohl das Gedicht keinen Anspruch auf unvergängliche Wahrheit erhebe, besitze es eine gewisse Unvergesslichkeit. Auch für Hiebel besitzt das Gedicht, obwohl in herkömmlicher Gedichtsform geschrieben, den Charakter konkreter Poesie: aus einem fiktionalen Buchstabenspiel, das wie ein Kinderreim wirke, werde eine Sprachverfremdung und Demonstration des sprachlichen Materials.

## Rezeption
lichtung wurde 1966 in Jandls erstem Gedichtband Laut und Luise veröffentlicht. Es gehört zu Jandls bekanntesten Gedichten und wird vielfach zitiert. Hans Helmut Hiebel sah in dem Gedicht eine Ursache für die Verleihung des Georg-Büchner-Preises 1984 an Jandl. Für Michael Vogt gehörte lichtung „zum festen Bestand der Lyrik des 20. Jahrhunderts“. Auch Klaus Siblewski schloss sich dieser Einschätzung an und sah in Gedichten wie lichtung „die Experimente der frühen literarischen Avantgarden (Expressionismus, Dada)“ fortgesetzt. Marcel Reich-Ranicki nahm das Gedicht sowohl in seinen Kanon der deutschen Literatur als auch in seine persönliche Auswahl von hundert Gedichten des 20. Jahrhunderts auf. Laut Hermann Korte gehört lichtung neben ottos mops und auf dem land zu den drei am häufigsten in Schulbücher und Lehrmaterialien aufgenommenen Gedichten Jandls, die für den Deutschunterricht in der Sekundarstufe I eine kanonische Bedeutung besäßen.
Jandls Gedicht lichtung wurde an der gläsernen Front des 1992 eröffneten Bonner Plenargebäudes angebracht, das der Architekt Günter Behnisch entworfen hatte. Es war Teil einer Installation des Grafikbüros Baumann + Baumann, zu der auch Gedichte von Eugen Gomringer oder Friedrich Achleitner gehörten. Zu Jandls 65. Geburtstag gestaltete die tageszeitung ihre Ausgabe vom 1. August 1990 mit einer Titelseite, auf der sämtliche Buchstaben l und r vertauscht sind. Die Überschriften dieser Ausgabe heißen etwa: „Mit Huckepack und 5 Plozent ins Palrament“, „LAF bekennt: Zu wenig Splengstoff“ und „Eins beim Lasen, entzweit bei Plomirre“. Ernst Jandl selbst wurde zu „Elnst Jandr“. Für Klaus Siblewski muss diese Seite „als das eindrucksvollste ‚Rezeptionszeugnis‘ angesehen werden, das einem lebenden Schriftsteller entgegengebracht wurde“.
Viele Gedichte Jandls sind in den sprachlichen Alltag übergegangen und werden in verschiedenen Medienformen rezipiert, darunter auch lichtung, das als Rinks & Lechts (wie auch ottos mops, mit dem Untertitel Auf der Suche nach dem Jandl) sogar als Computerspiel erschien, mit dem Kindern das Buchstabieren und Zählen beigebracht werden kann.

### Veröffentlichungen
- Ernst Jandl: Laut und Luise. Walter, Olten 1966, S. 175.
- Ernst Jandl: Poetische Werke. Band 2. Luchterhand, München 1997, ISBN 3-630-86921-1, S. 171.

### Sekundärliteratur
- Volker Hage: Verwechslung möglich. In: Marcel Reich-Ranicki (Hrsg.): Hundert Gedichte des Jahrhunderts. Insel, ISBN 3-458-17012-X, Frankfurt am Main 2000, S. 330–332 (Online auf planetlyrik.de).
- Hans Helmut Hiebel: Das Spektrum der modernen Poesie. Interpretationen deutschsprachiger Lyrik 1900–2000 im internationalen Kontext der Moderne. Teil II (1945–2000), Königshausen & Neumann, Würzburg 2006, ISBN 3-8260-3201-2, S. 239–241.